# Nixonmaske

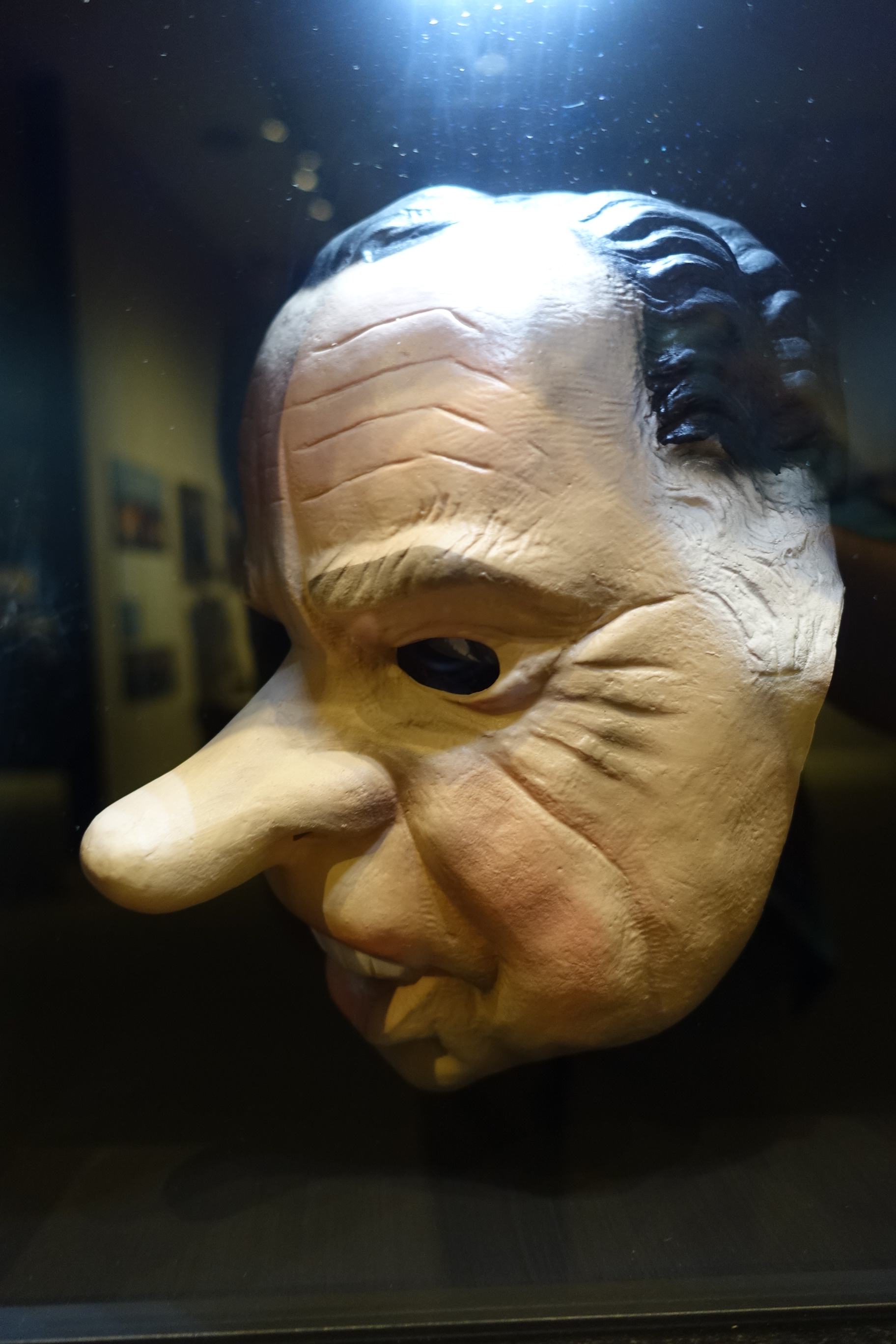
Nixonmaske. Ausstellung von Richard Nixon Library & Birthplace in Yorba Linda

Eine Nixonmaske ist eine dem früheren US-Präsidenten Richard Nixon nachempfundene Gesichtsmaske. Die Masken kamen zum Ende der Regierungszeit Nixon auf und blieben auch danach populär. Viele Masken betonen besonders Nixons charakteristische Nase, außerdem ein übertriebenes Lächeln oder Grinsen. Die Masken wurden nicht nur seinerzeit zeitweise als Ausdruck des Protestes gegen Nixon und seine Politik getragen, sie sind auf Protestveranstaltungen allgemeiner Ausdruck des Protestes gegen verschlagene, verlogene, trickreiche Politiker und ihre Machenschaften. Der durch die Watergate-Affäre – die letztendlich zu seinem Rücktritt geführt hatte – negativ bekannte Nixon („Tricky Dickie“, trickreicher Richard) ist längst zum Synonym für grundsätzlich undemokratische Verhaltensweisen von Spitzenpolitikern in Demokratien geworden. Indirekt regten Nixonmasken auch die Verwendung anderer Politikermasken an, so werden z. B. in Italien zu diesem Zweck Berlusconi-Masken getragen. Außerdem sind solche Masken längst ein beliebtes Mittel der klassischen Kostümierung, Harper’s Magazine zufolge waren noch im Jahr 2002 Nixonmasken die meistverkauften Politikermasken in den USA.
Hinzu kommen vielfältige Verwendungen durch Prominente wie  Hunter S. Thompson und Musiker wie Bob Dylan und ein umfangreicher Gebrauch in Büchern, Filmen wie Gefährliche Brandung. Die breite Verwendung von Nixonia in der Popkultur der 60er und 70er und darüber hinaus ist Ted Widmer zufolge durch Nixons tiefe Verwurzelung mit dem amerikanischen Mainstream bedingt. Diese sei bei großbürgerlichen Linken wie Adlai Ewing Stevenson zumeist unterschätzt worden.